# Cromóforo

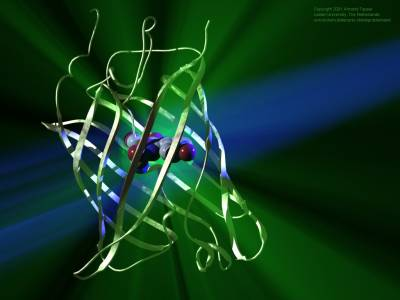
Representação de um cromóforo

Um cromóforo ou grupo cromóforo é a parte ou conjunto de átomos de uma molécula responsável por sua cor. Também se pode definir como uma substância que tem muitos elétrons capazes de absorver energia ou luz visível, e excitar-se para assim emitir diversas cores, dependendo dos comprimentos de onda da energia emitida pelo câmbio de nível energético dos elétrons, de estado excitado a estado basal.
Quando uma molécula absorve certas longitudes de onda de luz visível e transmite ou reflete outras, a molécula tem uma cor. Um cromóforo é uma região molecular onde a diferença de energia entre dois orbitais atômicos cai dentro do intervalo do espectro visível. A luz visível que incide no cromóforo pode também ser absorvida excitando um elétron a partir de seu estado de repouso.
Nas moléculas biológicas úteis para capturar ou detectar energia luminosa, o cromóforo é a semimolécula que causa uma alteração na conformação do conjunto ao receber luz.

## Tipos de cromóforos
Os cromóforos se apresentam quase sempre em uma de duas formas: sistemas conjugados pi ou complexos metálicos.
Na primeira forma, os níveis de energia que alcançam os elétrons são orbitais pi gerados a partir de séries de ligações simples e duplas alternadas, como acontece nos sistemas aromáticos. Entre os exemplos mais comuns podemos encontrar os corantes retinianos, (usados no olho para detectar a luz), vários corantes de alimentos, colorantes azóicos para têxteis, licopeno, β-caroteno, e antocianinas.
Os cromóforos de complexos metálicos surgem da divisão de orbitais "d" ao vincular metais de transição com ligantes. Alguns exemplos destes cromóforos se encontram na clorofila, usada pelos vegetais para a fotossíntese, a hemoglobina, a hemocianina, e em minerais coloridos como malaquita e ametista.
Uma característica comum em bioquímica são os cromóforos formados por quatro anéis de pirrol, que podem ser de dois tipos:
- Pirrois em cadeia aberta, não metálica: fitocromo, ficobilina, e bilirubina.
- Pirroles em anel (porfirina), com um íon metálico no meio: hemoglobina, clorofila.e outros tambem.